# Zakon (film)
Zakon (tytuł oryg. The Order, tytuł alternat. Jihad Warrior, alternat. tytuł pol. Rozkaz) – amerykańsko-arubański film fabularny (akcja/thriller) powstały w 2001 roku. Projekt, wyreżyserowany przez Sheldona Letticha, nakręcono do scenariusza autorstwa Lesa Weldona i Jean-Claude’a Van Damme’a, sam Van Damme – gwiazdor kina akcji – wystąpił w filmie w roli głównej.

## Fabuła
XI wiek, czasy krucjat i wojen. Flamandzki rycerz Charles Le Vaillant przeżywa w Jerozolimie objawienie. Opisuje je w księdze „Fazar”, której ostatni rozdział znika w tajemniczych okolicznościach. Głoszone przez Le Vaillanta nauki zyskują coraz więcej zwolenników. W tej sposób powstaje nowa sekta.
Po wiekach niezwykły rękopis trafia w ręce archeologa, Oscara Cafmeyera. Uczonego odwiedza syn Rudy, złodziej i przemytnik zabytków, który znajduje w domu ojca zaginioną część tajemniczego dzieła. Niebawem naukowiec wyjeżdża do Izraela, gdzie znika bez śladu. Rudy wyrusza na jego poszukiwania.
Jeden z tropów prowadzi do zagadkowej sekty. Niechętny przybyszowi szef miejscowej policji Ben Ner usiłuje się go pozbyć, wrabiając w morderstwo. Oczyścić się z nieprawdziwych zarzutów pomaga Rudy’emu policjantka Dalia Barr. Okazuje się, że kobieta należała w przeszłości do sekty, która może mieć coś wspólnego ze zniknięciem uczonego Oscara Cafmeyera. Razem z nią Rudy próbuje dotrzeć do sekretnego stowarzyszenia i poznać treść ostatniego rozdziału jego świętej księgi.

## Obsada
- Jean-Claude Van Damme – Rudy Cafmeyer/Charles Le Vaillant
- Charlton Heston – profesor Walter Finley
- Sofia Milos – podporucznik Dalia Barr
- Brian Thompson – Cyrus Jacob
- Ben Cross – Ben Ner
- Vernon Dobtcheff – Oscar Cafmeyer
- Sason Gabbaj (w czołówce jako Sasson Gabay) – Yuri
- Alon Aboutboul – Avram

i inni
Początkowo to Steven Seagal miał wystąpić w roli głównej.